# Flyinge församling
Flyinge församling var en församling i Lunds stift i nuvarande Lunds kommun. Församlingen uppgick tidigt i Södra Sandby församling.

## Administrativ historik
Församlingen har medeltida ursprung och uppgick senast vid reformationen i Södra Sandby församling.